# Двигатели Š и V (Ш и В)

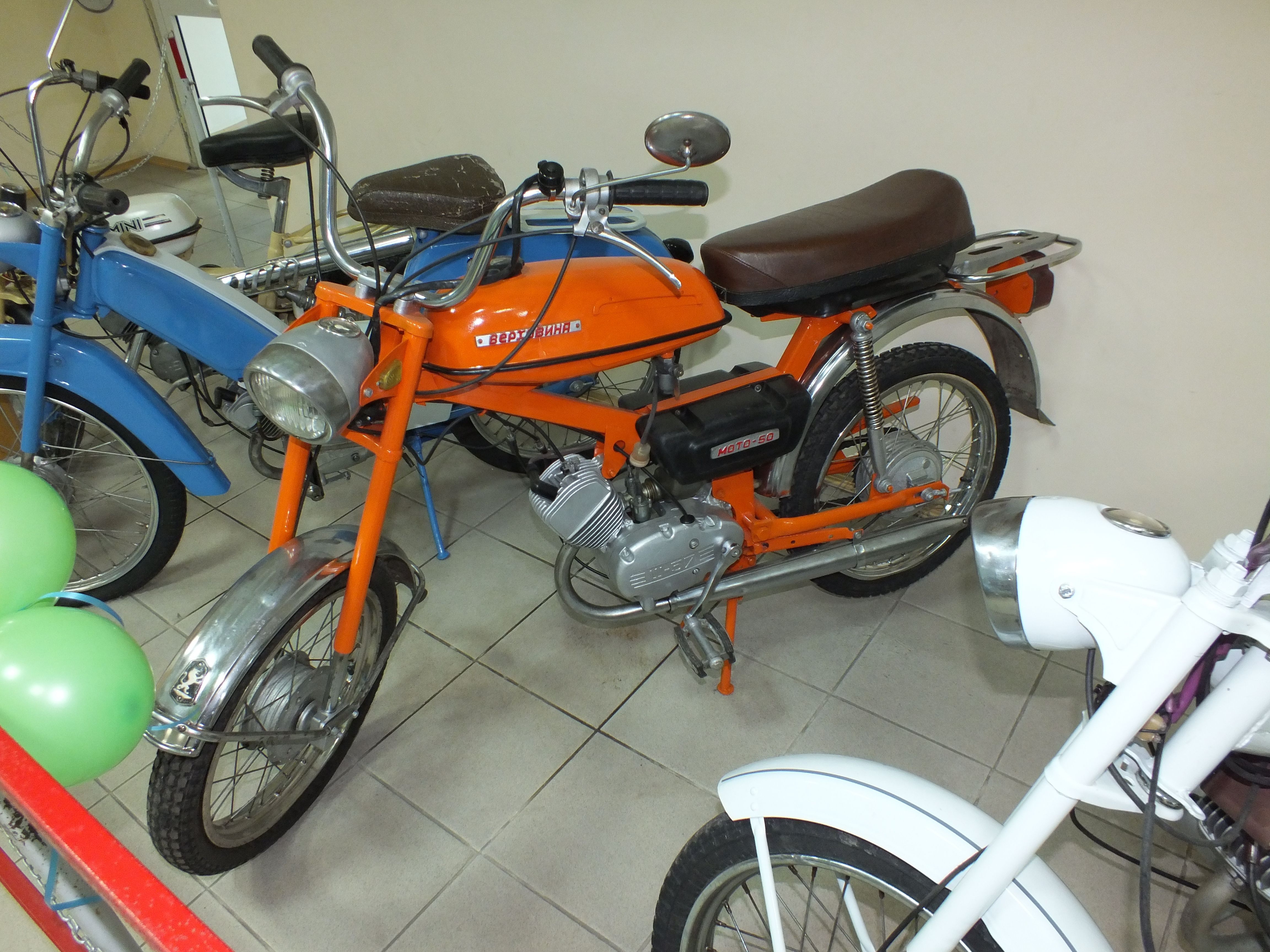
Мопед Верховина-6 с двигателем Ш-57

Двухтактные, двухскоростные, одноцилиндровые бензиновые двигатели серий Š(Ш) и V производились с 1962 по 1995 год. Ставились на мопеды Львовского и Рижского мотозавода, а также мелкосерийно на прочие. Š и V производились на заводе Vairas в городе Шауляй, Ш являлись их полными копиями производимыми на КМЗ в городе Ковров.

## Двигатели
На заводе Vairas в городе Шауляй производились следующие двигатели:
- 1. Ш-50[1].
- 2. Ш-51[1].
- 3. Ш-52[2].
- 4. Ш-57[3].
- 5. Ш-58[4].
- 6. Ш-62[4].
- 7. Ш-62М[5].
- 8. В-50[6][7][8].
- 9. В-501[7][8].
- 10. В-90[9].

### Серия Š и Ш

#### Š-50 (1962—1965)
Является почти полной копией двигателя от Jawa Stadion. Две передачи + нейтраль, запуск с помощью встроенного педального узла, карбюратор К-35 с воздушным фильтром в круглом металлическом корпусе. Зажигание и освещение от маховичного магдино переменного тока, высоковольтный провод шел на свечу непосредственно из зажигания, из под правой крышки мотора. Двигатель устанавливался на мопед «Рига-1».

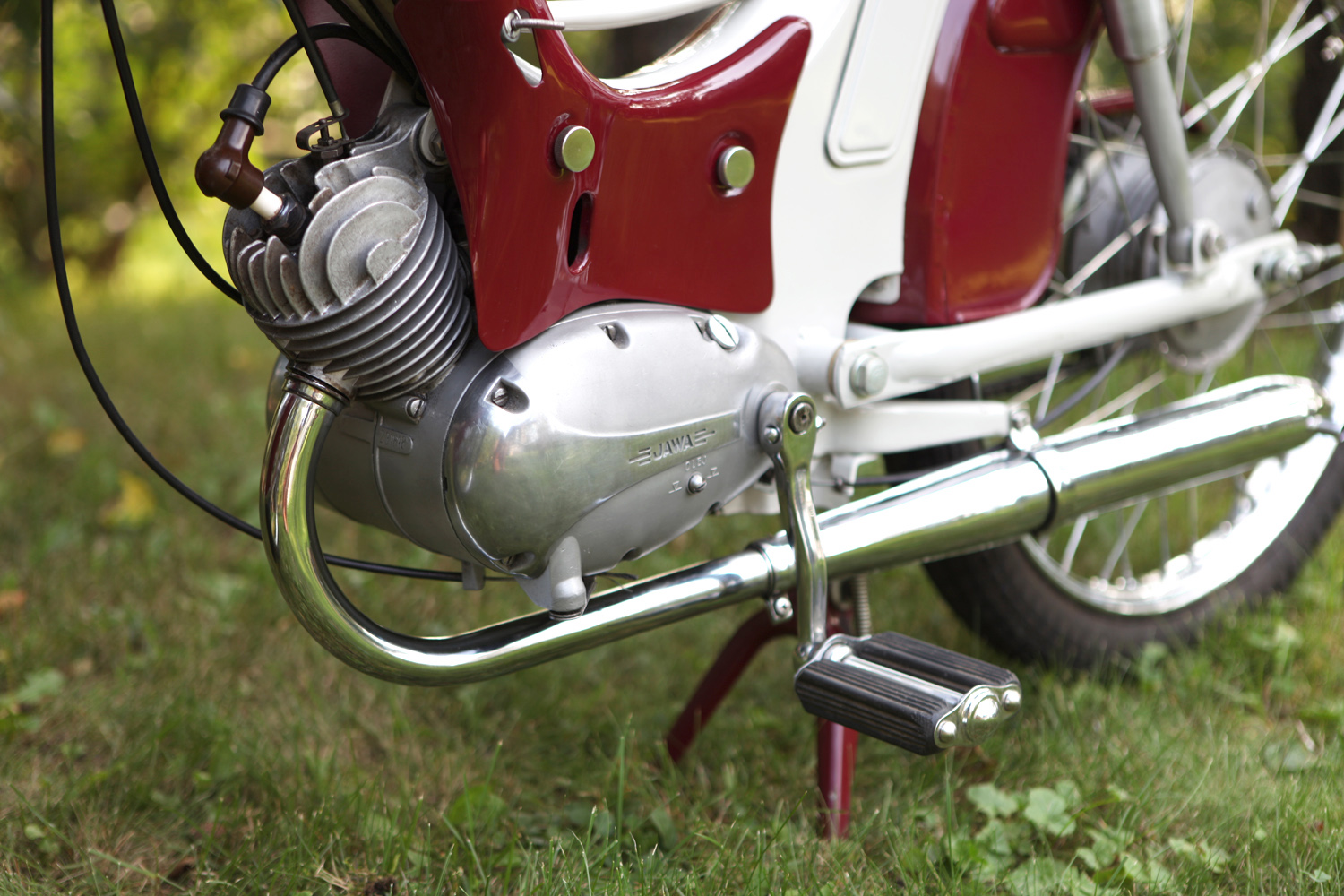
Мопед Рига-1 с данным движком.

#### Š-51 (1965—1968)
По сравнению с Š-50 стал мощнее за счёт улучшения продувки цилиндра, изменено оребрение головки цилиндра, также появились мелкие доработки прочих узлов двигателя. Двигатель устанавливался на мопед «Рига-3».

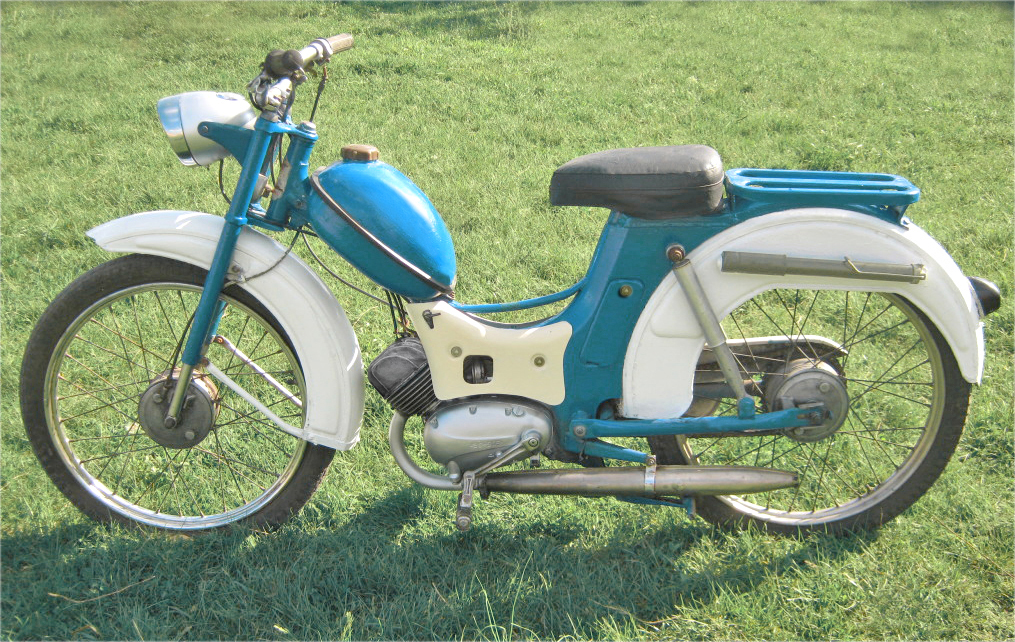
Мопед Рига-3 с мотором Š-51.

#### Ш51К (1966—1974)
Копия Š-51, выпускался на Ковровском механическом заводе. Устанавливался на мопеды ЛМЗ: МП-043, МП-046, Верховина-3 (МП-048).
До 1968 года зажигание от маховичного магдино переменного тока с высоковольтным проводом непосредственно из зажигания.
Начиная с Верховины-3 устанавливался генератор Г-420 с выносной катушкой зажигания и воздушный фильтр в пластмассовом корпусе.

#### Š-52 (1968—1973)
Основные отличия от Š-51 и Ш51К — на мотор устанавливался генератор Г-420 с выносной катушкой зажигания Б-300, пластмассовый корпус воздушного фильтра. Также появился механизм привода спидометра. Двигатель устанавливался на мопеды «Рига-4» и на экспортную «Верховину-3» МП-048.

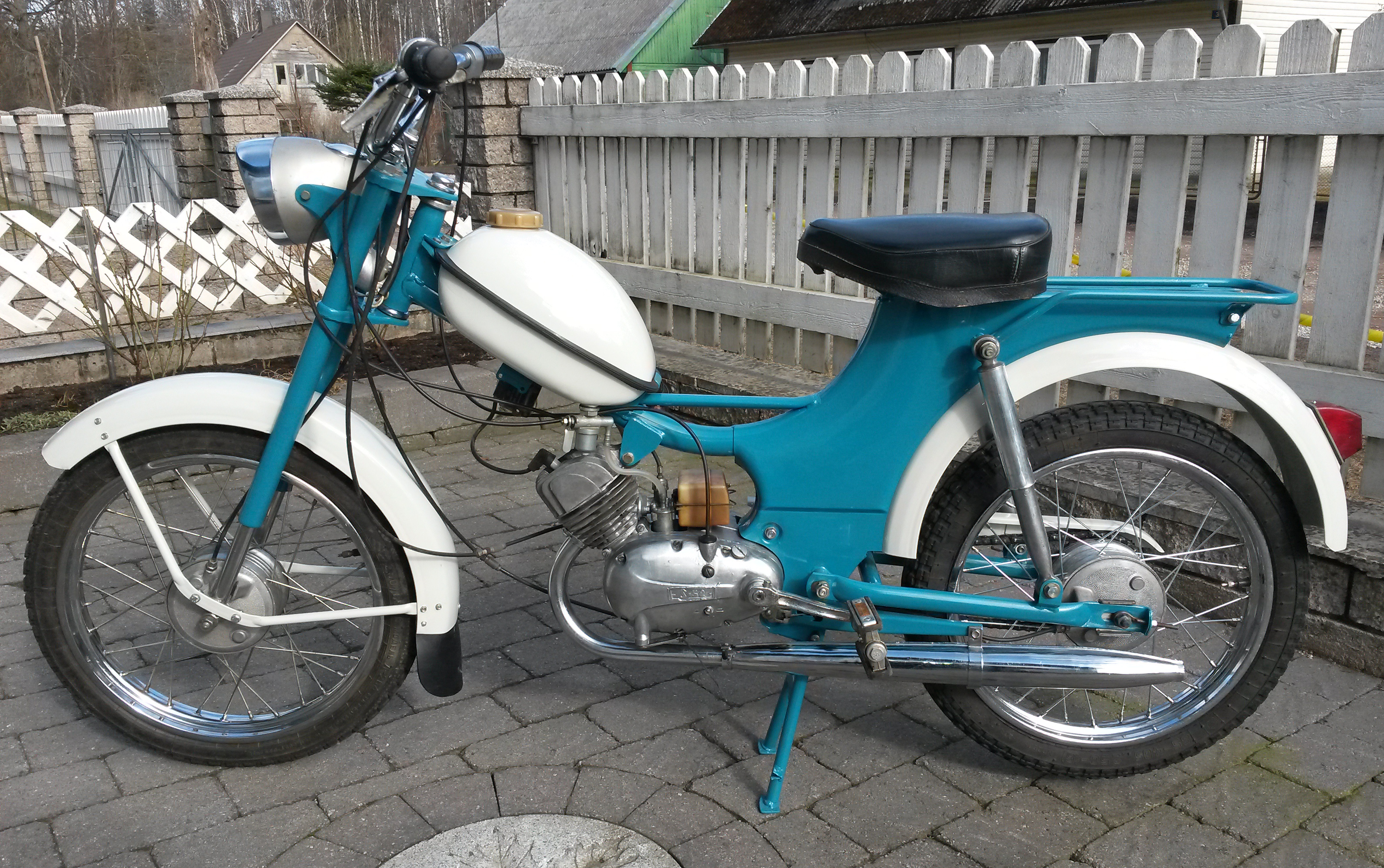
Мопед Рига-4 с данным движком.

#### Š(Ш)-57 (1972—1979)
Дальнейшее развитие мотора Š-52. Изменился дизайн боковых крышек, оребрение цилиндра и его головки, что повысило мощность и улучшило охлаждение. Изменена форма зацепов в муфте и шестернях коробки передач.
Ранние моторы оснащались карбюратором К-35 и имели маленькую подкарбюраторную ванночку (собирались на картерах предыдущих моделей моторов — Š-52 и Ш51К соответственно).
Ранние Ковровские Ш-57 не имели привода спидометра. Позднее начался выпуск с карбюраторами К-60, на картерах Ш-57 с большой подкарбюраторную ванночкой и «широкими» шпильками на цилиндре. Двигатель устанавливался на мопеды «Рига-12», Верховина-4 и 5, а также на первые партии «Рига-16» и Верховина-6.

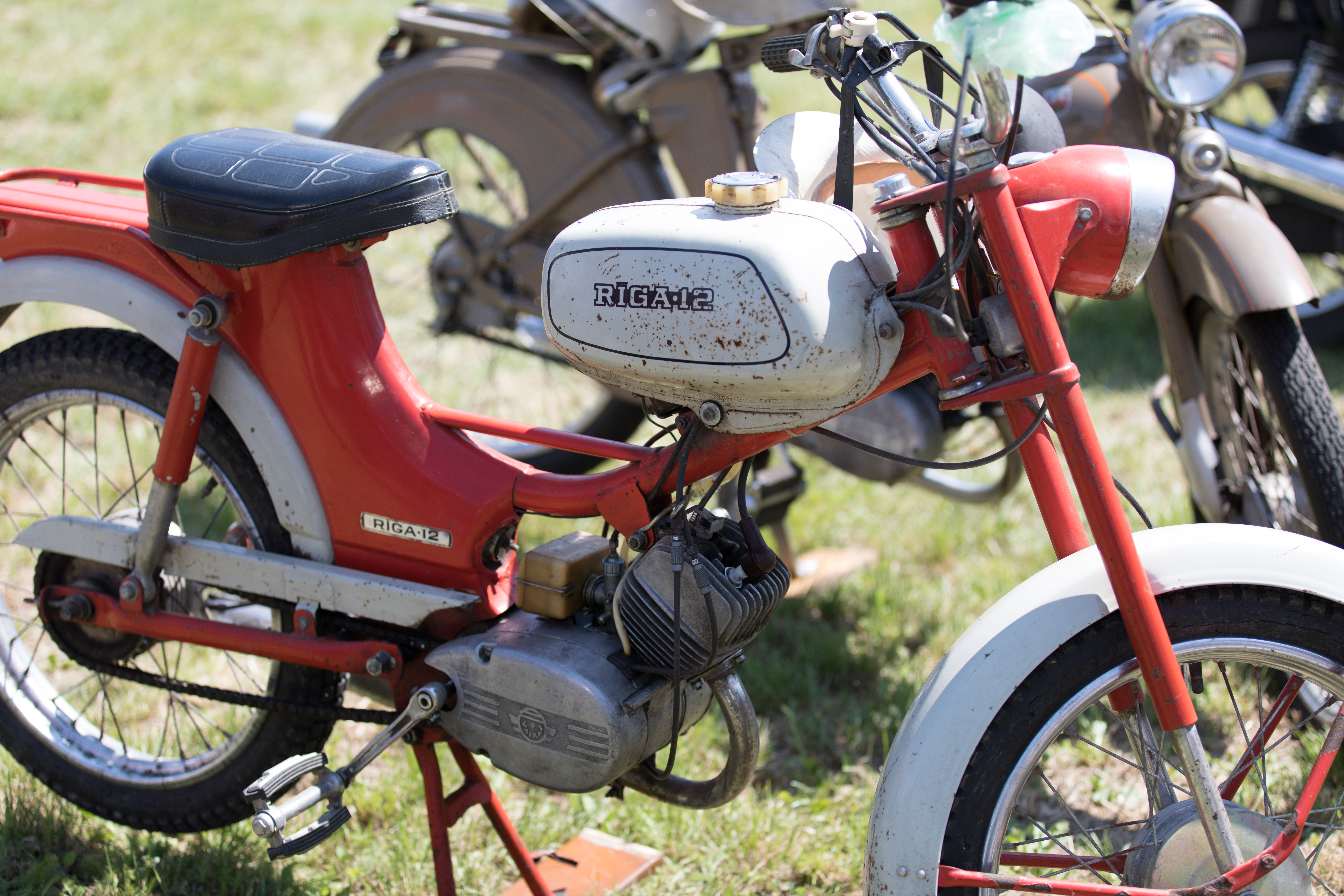
Мопед Рига-12 с данным движком.

#### Š(Ш)-58 (1977—1981)
Педальный узел был заменён кикстартером, в остальном идентичен с Š(Ш)-57. Двигатель устанавливался на мокики «Рига-16» и Верховина-6.

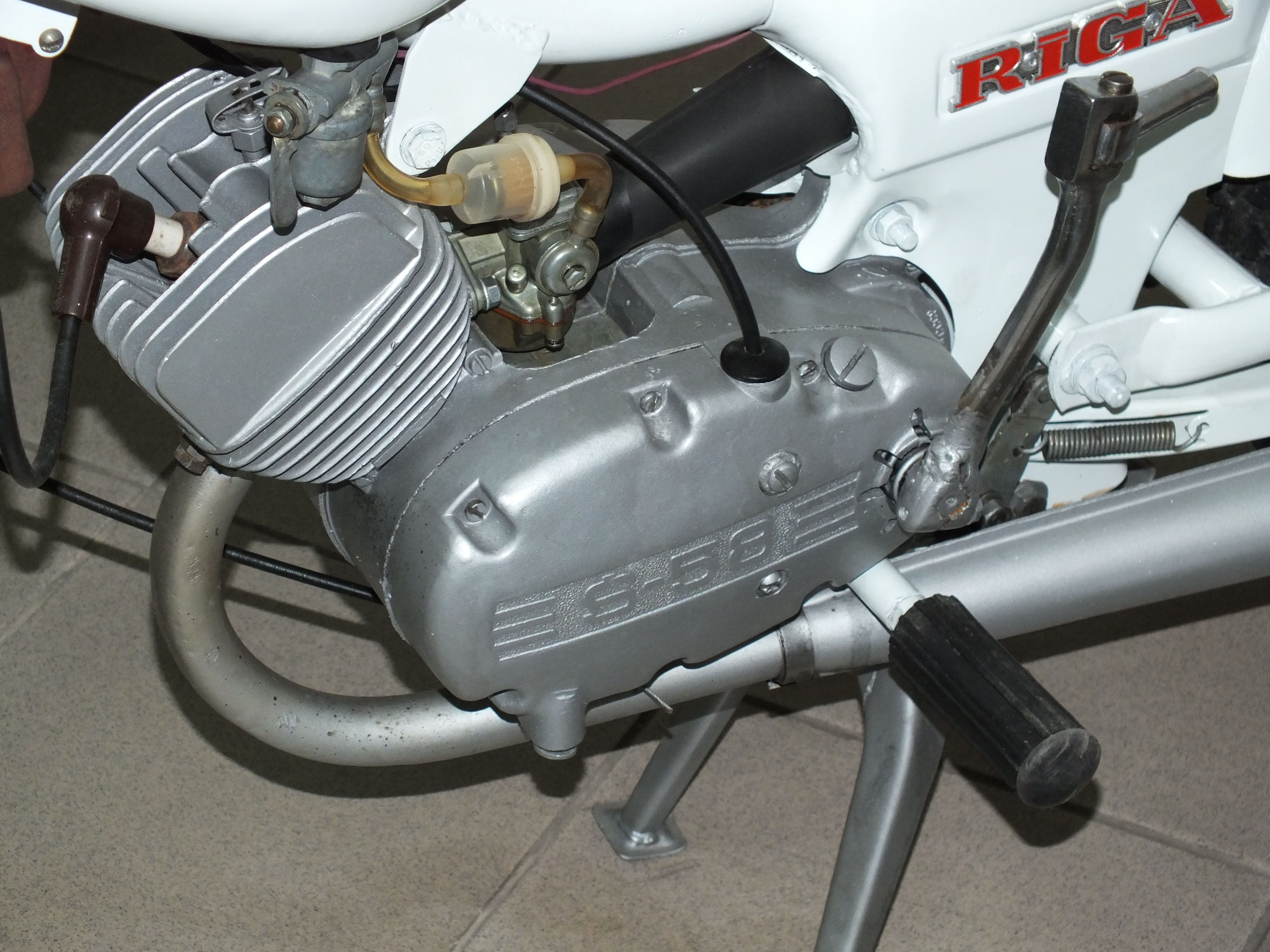
Двигатель Ш-58.

#### Š-62 (1981—1986)
Полностью переработана электрика (появился комутатор и БСЗ), установлен новый более мощный магдино на 45Вт, появился маслоканал в КШК и отливка под ножной механизм переключения передач (сам механизм внедрён не был), также был изменён внешний вид.. Двигатель устанавливался на мокики «Рига-22», «Верховина-7», кроссовый микромотоцикл «Рига-20-Юниор».

#### Š-62M (1984—1986)
Убран маслоканал в КШК, добавлена демпферная резинка в отсеке с кик-стартером (Š-62 имел проблему с выбиванием стенки между отсеком сцепления и кик стартера в картере) и прочие мелкие изменения по сравнению с Š-62 (В основном касясь коробки передач). Ножное переключение передач так и не было внедрено. Двигатель устанавливался на мокики «Рига-22», «Рига-20-Юниор», «Карпаты — Спорт», мини-мокик «Рига-26» и карт КП-3 «Пионер».

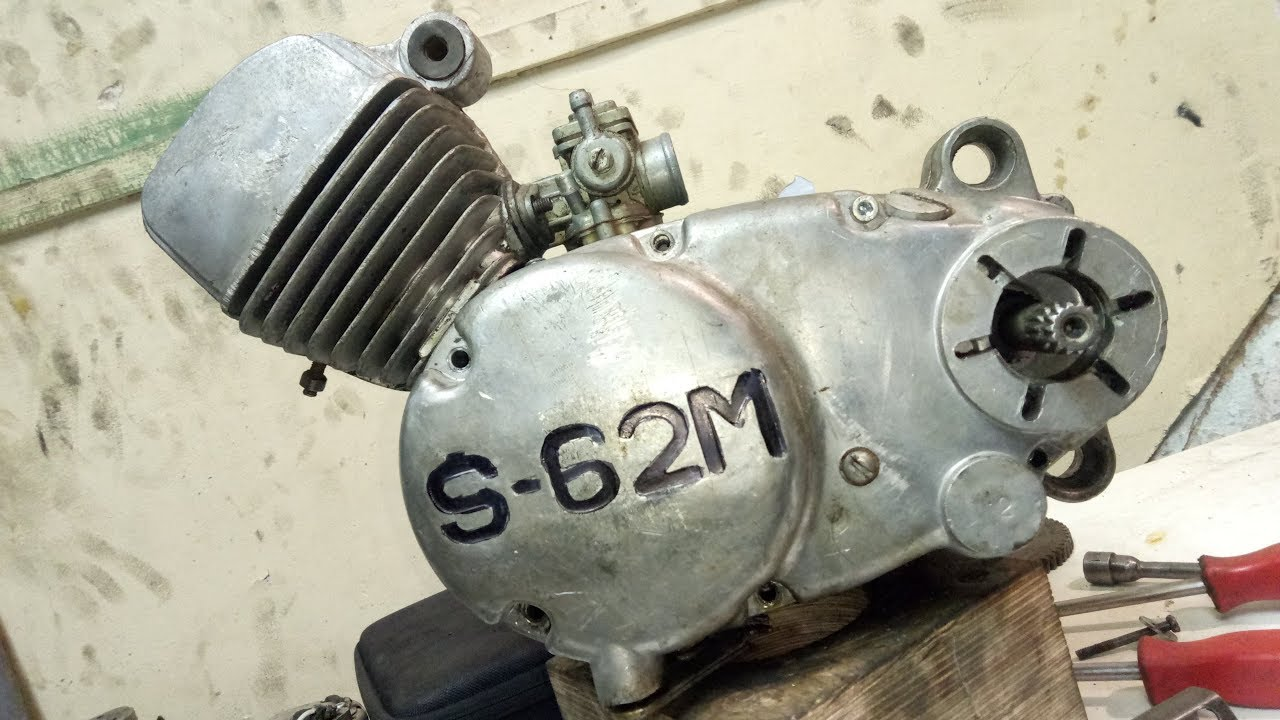
Двигатель Š-62M.

### Серия V

#### V-50 (1984-…)
Изменения претерпели практически все основные узлы и детали. Подшипники скольжения заменили на подшипники качения, усилили сцепление и в общем порядке сделали конструкцию движка более надёжной. Двигатель устанавливался на мокик «Карпаты» ЛМЗ-2.160 и мини-мокик «Мини» РМЗ-2.126. В связи с неразберихой, возникшей в ходе развала СССР, узнать точный год прекращения производство труднодоступно.

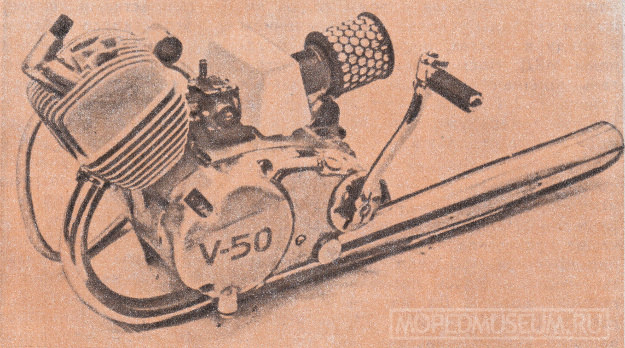
Двигатель V-50.

#### V-501 (1984-…)
Вариант двигателя V-50 с ножным переключением передач получил новый индекс. Двигатель устанавливался на мокик «Карпаты» ЛМЗ-2.160 и мини-мокик «Мини» РМЗ-2.126.
Двигатель устанавливался на мокик «Карпаты-2». В связи с неразберихой. возникшей в ходе развала СССР, узнать точный год прекращения производство труднодоступно.

#### V-50M (1986-…)
Улучшенная вариация V-50, мелкие доработки по сцеплению, а также новый цилиндр. Двигатель устанавливался на мокик «Карпаты-2». В связи с неразберихой, возникшей в ходе развала СССР, узнать точный год прекращения производство труднодоступно.

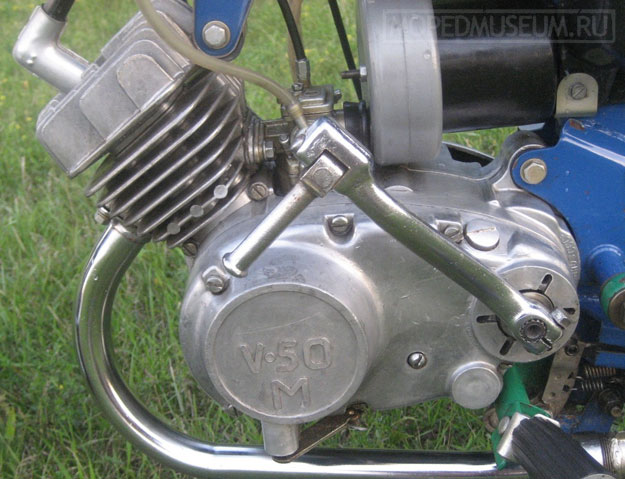
Двигатель V-50M.

#### V-501M (1986-…)
Вариант двигателя V-50M с ножным переключением передач получил новый индекс. Двигатель устанавливался на мокики «Стелла» РМЗ-2.136, «Дельта-Спорт» РМЗ-2.124С, грузовой мокик «Bité», мокик ИЖ-2.671. В связи с неразберихой, возникшей в ходе развала СССР, узнать точный год прекращения производство труднодоступно.

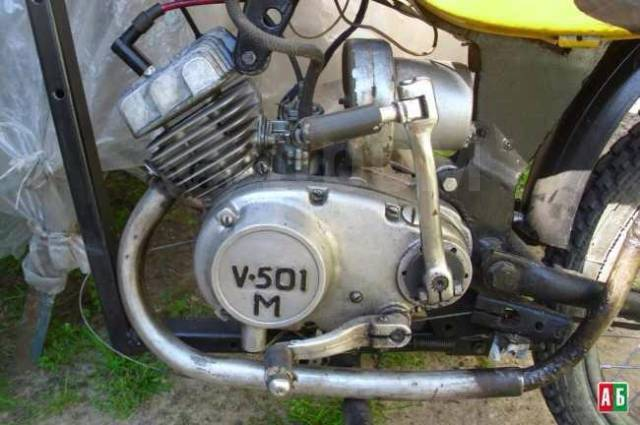
Двигатель V-501M.

#### V-90 (1989—1995)
Перспективный опытный двигатель. Из нововведений — лепестковый клапан на впуске и четырёхступенчатая коробка передач. Выпускался серийно в небольших количествах перед самым закрытием завода. Имел вариант с принудительным воздушным охлаждением.

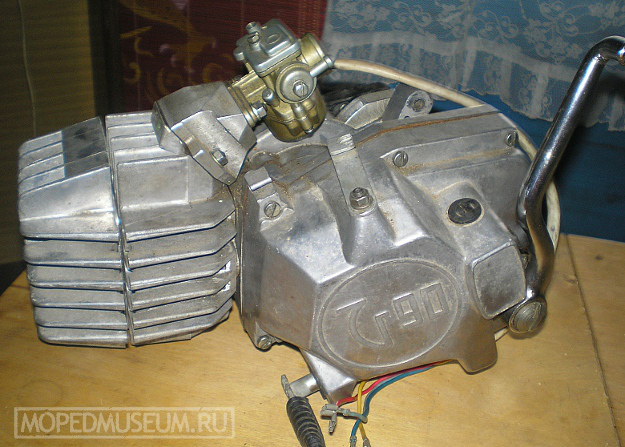
Двигатель V-90.